# ناثان باكستر
ناثان باكستر (بالإنجليزية: Nathan Baxter)‏ (8 نوفمبر 1998 في المملكة المتحدة - ) هو لاعب كرة قدم بريطاني في مركز حراسة المرمى. لعب مع تشيلسي.

## وصلات خارجية
- ناثان باكستر على موقع قاعدة بيانات كرة القدم.إي يو (الإنجليزية)
- ناثان باكستر على موقع Soccerway.com (الإنجليزية)
- ناثان باكستر على موقع AS.com (الإسبانية)